# Pau d'Anagni
La Pau d'Anagni o Tractat d'Anagni del 1295 va posar fi a la Guerra de Sicília (1282-1294) entre el rei de la Corona d'Aragó Jaume el Just i el rei de Nàpols Carles II d'Anjou (protegit pel rei Felip IV de França i de l'anterior papa Nicolau IV). Els ambaixadors dels tres reis i el papa Bonifaci VIII van signar la pau el 24 de juny del 1295 a la ciutat italiana d'Anagni, a la regió del Laci.
En aquest tractat, el papa Bonifaci VIII proclamà la pau i els contendents es comprometeren a una sèrie d'accions per pacificar el Mediterrani. Les clàusules del tractat foren les següents:
- Cessió del Regne de Sicília de Jaume el Just als Estats Pontificis. A canvi, Jaume rebé del Papa 12.000 lliures torneses; és probable que secretament li prometés també la infeudació de Còrsega i Sardenya en un futur,[3] promesa que Bonifaci VIII va complir el 1297. Algunes fonts ho neguen.[2]
- Ajuda militar de Jaume el Just a Carles II per ajudar-lo en la conquesta de Sicília.
- Jaume el Just també havia de tornar el Regne de Mallorca al seu oncle Jaume II; aquest, a canvi, li havia de jurar el vassallatge acordat anteriorment al Tractat de Perpinyà.
- Es va concertar el matrimoni de Jaume el Just amb Blanca de Nàpols, filla de Carles II d'Anjou.
- Carles va poder recuperar els tres fills que el 1288 havia hagut de deixar com a ostatges a Catalunya a canvi de la seva llibertat, i també havia de recuperar les conquestes italianes fetes pels catalans.
- El príncep Carles de Valois (germà del rei de França) va renunciar a les seves pretensions sobre la Corona d'Aragó, la qual li havia estat promesa pel Papa Martí IV el 1280, si aconseguia fer-ne fora el rei Pere el Gran.
- Es va pactar l'arbitratge del Papa sobre la Vall d'Aran, que era reclamada per França.[1]

Malgrat tot, el germà de Jaume el Just, Frederic, que fins llavors havia estat actuant de regent de Sicília, no va acceptar aquest tractat i va deixar que un parlament sicilià reunit a Catània l'aclamés com a nou rei de l'illa.